# 時代祭
時代祭（じだいまつり）は、平安神宮の例大祭（10月22日）に附属する年中行事である。神宮創建と平安遷都を祝して明治時代より始められた京都三大祭りの一つ。
平安神宮の例大祭は桓武天皇の平安京遷都を記念するもので、神宮から二基の神輿（天皇の乗物をかたどった紫の鳳輦）を京都御所まで神幸させて建礼門前に仮設した行在所において祭典を執り行う。その日の午後、ふたたび平安神宮へ還御する際に、これら神輿の帰り道を先導する形で行われる風俗行列を時代祭と呼ぶ。
平安時代から幕末までの各時代の首都であった京都でしかできない祭であり、京都民が主体となる住民あげての祭りであるが、葵祭や祇園祭に比べると歴史は浅い。

## 起源

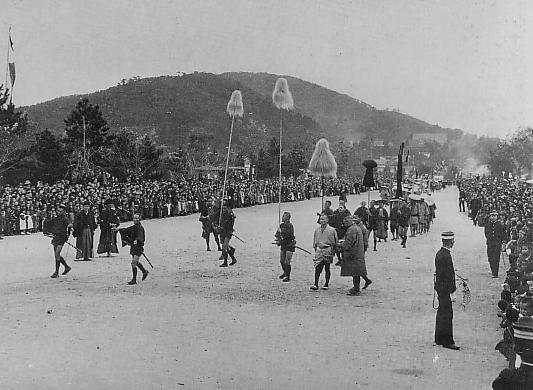
1895年（明治28年）の第1回「時代祭」

1895年（明治28年）に平安神宮が創建されたのち、神宮の管理と保存のための市民組織として平安講社が作られ、その記念事業として「祭り」が始められた。祭りを盛大にするため、東京奠都以前の京都の風俗を遡る時代行列が提案され、「時代祭り」と呼ばれるようになった。初回は、創建されたばかりの平安神宮への参拝として同年10月25日に行われ、その次の回からは、「祭神である桓武天皇と孝明天皇の二柱の御霊が、住まいであった御所から街の繁栄を見ながら行列のお供を従えて神宮へ行く」形となった。開催日も桓武天皇が長岡京から都を移し新しい都に入ったとされる日、すなわち京都の誕生日とも言える10月22日となった。祭り自体は10月15日の参役宣状祭（行列の役柄任命）から、23日の後日祭までの期間行われる。

## 行列の編成
行列は8つの時代、20の列でそれぞれに時代を再現した衣装や道具を身につけた人々で行われ、最初は明治維新、ついで江戸、安土桃山、室町、吉野、鎌倉、藤原、延暦と時代を遡って続く。参加人数は約2000人、長さは2kmに及び約3時間の行程となる。先頭の名誉奉行は京都府知事、京都市長らが務める。また時代行列の後には祭り本来の主役である神幸列などが続く。
行列前方、明治維新・維新勤王隊列の鼓笛隊は官軍の山国隊で、1895年（明治28年）の第1回から大正時代までは生存していた旧山国隊の隊士とその子弟が行列に参加していたが、遊興による経済的理由及び農耕の収穫期に重なる事から1917年（大正6年）を最後に参加を取りやめ、1921年（大正10年）からは山国村出身者が多かった朱雀学区による第八社の人々で構成される維新勤王隊が担当するようになった。
つづく徳川城使上洛列は、大礼や年始などの際に親藩または譜代の諸侯が城使として上洛したものを再現したものである。行列の先頭には、槍持、傘持、挟箱などの奴振りがみられ、いわゆる大名行列の体をとっている。
また、明治時代から太平洋戦争終結時まで有力だった南朝を正統とする皇国史観の影響で、南北朝時代の列は「吉野時代」と称されている。かつ南北朝正閏論によって、戦前期には後醍醐天皇に叛き室町幕府を開いた足利尊氏が国賊とみなされていた歴史的経緯などもあり、室町時代の列は長らく行列から除外されていた。しかし桓武天皇1200年記念大祭を機に、2007年（平成19年）より室町時代列が新たに加えられた。

### 名誉奉行ほか

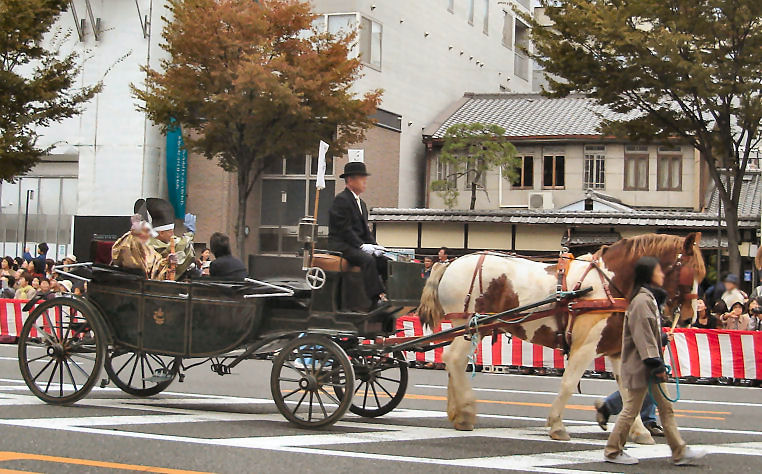
名誉奉行の馬車

- 京都府知事
- 京都市長
- 京都市会正副議長
- 時代祭協賛会会長
- 京都商工会議所会頭
- 時代祭旗
- 総奉行　… 平安講社理事長

### 明治維新時代

#### 維新勤王隊列
平安講社第八社（中京区・朱雀学区）奉仕

#### 維新志士列
☆ 孝明天皇百年祭を記念して1966年（昭和41年）より参加
京都青年会議所奉仕
- 桂小五郎（木戸孝允）
- 西郷吉之助（西郷隆盛）
- 坂本龍馬
- 中岡慎太郎
- 高杉晋作

##### 七卿落
- 真木和泉
- 久坂玄瑞
- 三条実美
- 三条西季知
- 東久世通禧
- 壬生基修
- 四条隆謌
- 錦小路頼徳
- 沢宣嘉
- 吉村寅太郎
- 頼三樹三郎
- 梅田雲浜
- 橋本左内
- 吉田松陰
- 近衛忠熈
- 姉小路公知
- 三條実萬
- 中山忠能
- 平野国臣

### 江戸時代

#### 徳川城使上洛列
平安講社第六社（下京区・南区）奉仕

#### 江戸時代婦人列
京都地域女性連合会奉仕
- 和宮
- 太田垣蓮月
- 玉瀾
- 中村内蔵助の妻
- 梶
- 吉野太夫
- 出雲阿国

### 安土桃山時代

#### 豊公参朝列
平安講社第十社（伏見区）奉仕
- 前田玄以
- 石田三成
- 浅野長政
- 増田長盛
- 長束正家

#### 織田公上洛列

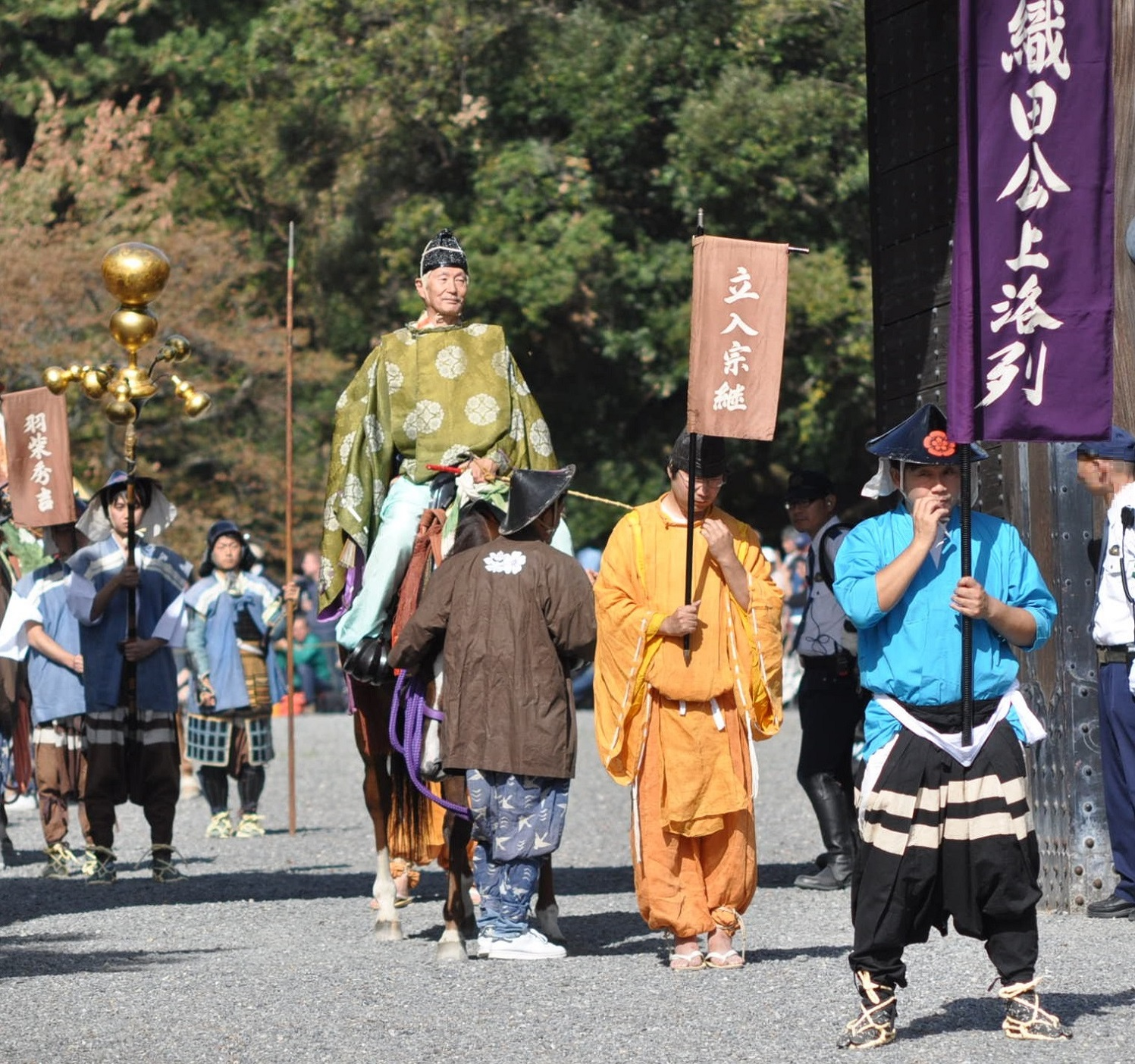
織田公上洛列

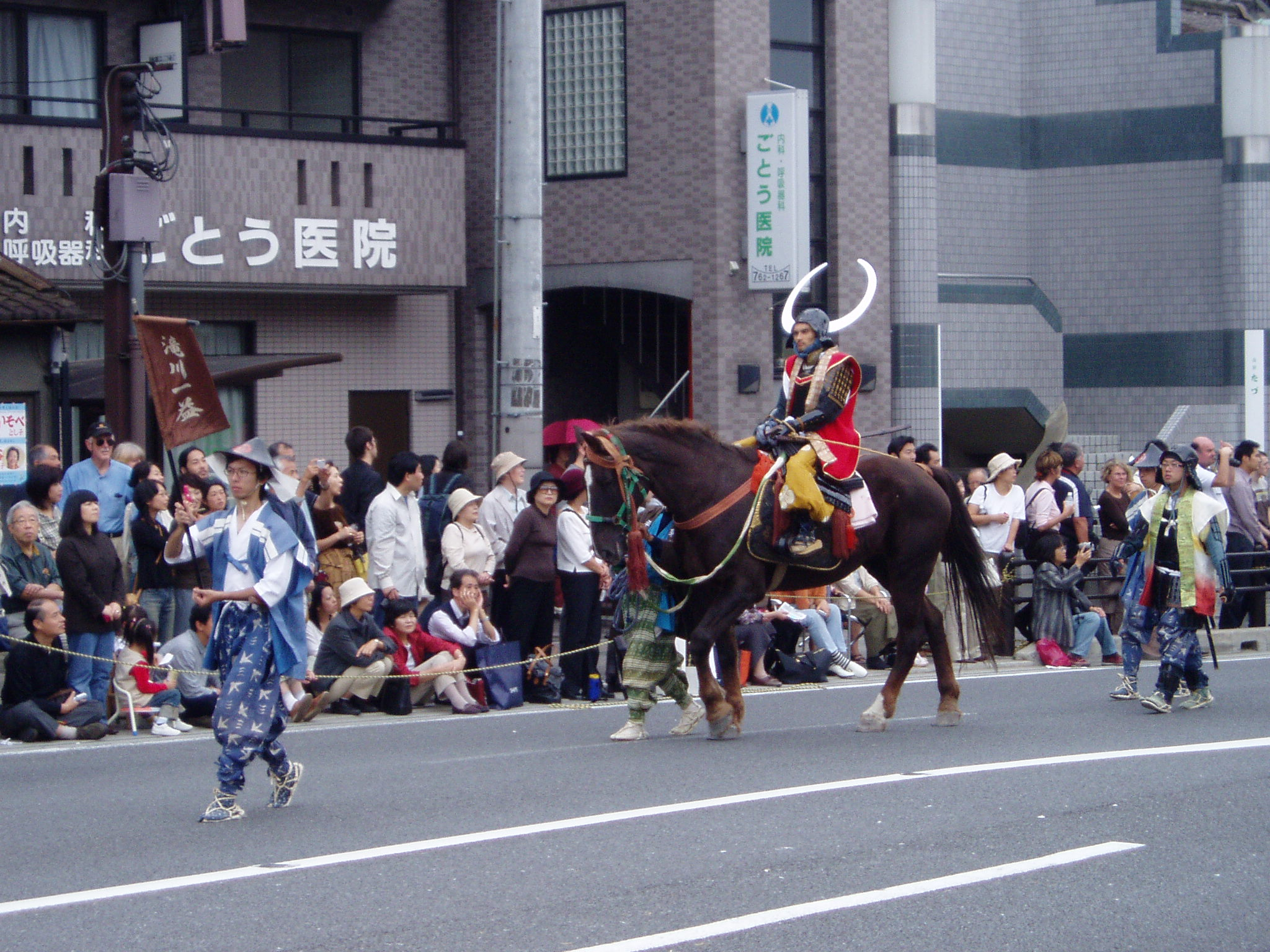
織田公上洛列

平安講社第五社（東山区・山科区、中京・下京区の一部）奉仕
- 立入宗継
- 羽柴秀吉
- 丹羽長秀
- 織田信長
- 滝川一益
- 柴田勝家

### 室町時代
☆ 桓武天皇1200年大祭の記念事業として2007年（平成19年）より参加

#### 室町幕府執政列
平安講社第九社（右京区・西京区）の中から学区輪番奉仕
- 伊勢氏
- 足利将軍
- 細川氏
- 山名氏
- 二階堂氏

#### 室町洛中風俗列
深草室町風俗列保存会奉仕

### 吉野時代

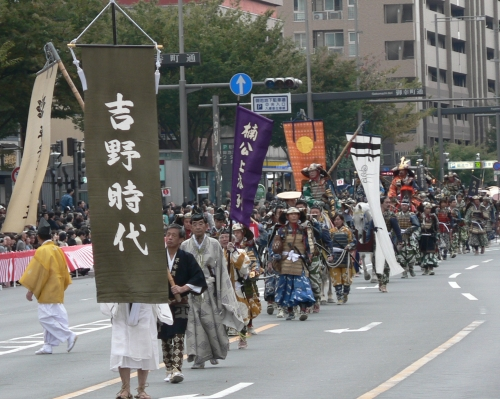
吉野時代

#### 楠公上洛列
平安講社第九社（右京区・西京区）奉仕
- 楠木正成
- 楠木正季
- 侍大将

#### 中世婦人列（鎌倉 ・室町時代）
花街輪番奉仕
- 大原女　… 大原農協婦人会有志奉仕
- 桂女　… 桂 ・桂東婦人会輪番奉仕
- 淀君（浅井長政娘 茶々）
- 藤原為家の室
- 静御前（源義経の側室）

### 鎌倉時代

#### 城南流鏑馬列
平安講社第四社（中京区・下京区）奉仕

### 藤原時代

#### 藤原公卿参朝列
平安講社第三社（上京区・中京区）奉仕

#### 平安時代婦人列
花街輪番奉仕・京都地域女性連合会奉仕
- 巴御前
- 横笛
- 紀貫之の女 紀内侍
- 常磐御前
- 清少納言
- 紫式部
- 小野小町
- 和気広虫
- 百済王明信

### 延暦時代

#### 延暦武官行進列
平安講社第二社（北区・上京区・左京区・中京区の各一部）奉仕

#### 延暦文官参朝列
平安講社第一社（北区・上京区）奉仕

### 神幸列

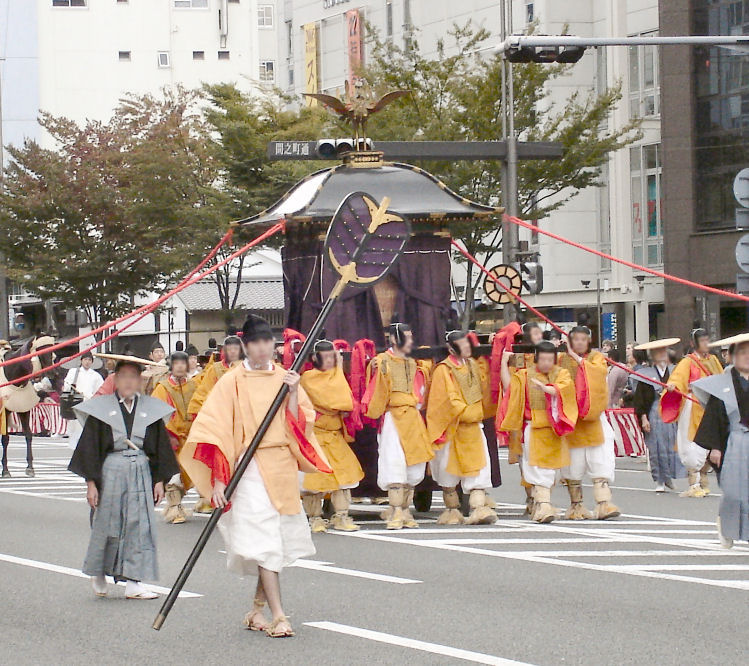
神幸列

#### 神饌講社列
京都料理組合奉仕

#### 前列
平安講社第七社（左京区）奉仕

#### 神幸列
- 総長　… 平安講社総長
- 列奉行　… 平安講社副理事長

#### 白川女献花列
白川女風俗保存会

#### 弓箭組列
南桑田郡（亀岡市） ・船井郡（南丹市）有志

## 行列の順路
正午に京都御所を出発。丸太町通から烏丸通に入り南下、 御池通、河原町通と京都の中心部を練り歩き、最後は三条通から神宮道に入って平安神宮に至る。約4.5キロ。
- 建礼門前行在所 ⇒ 堺町御門 ⇒ 烏丸丸太町 ⇒ 烏丸御池 ⇒ 河原町御池 ⇒ 河原町三条 ⇒ 三条大橋 ⇒ 東山三条 ⇒ 三条神宮道 ⇒ 慶流橋 ⇒ 平安神宮

## 年表
- 1895年（明治28年）10月25日 ： 第一回時代行列執行（六列）。
- 1903年（明治36年） ： 雨天順延。23日に執行。
- 1910年（明治43年） ： コレラ発生のため、延期。11月7日に執行。
- 1912年（大正元年） ： 明治天皇崩御のため、諒闇中止。
- 1915年（大正4年） ： 大正天皇大礼のため、延期。11月12日に執行。
- 1916年（大正5年） ： コレラ発生のため、延期。11月12日に執行。
- 1917年（大正6年） ： 神宮道に観覧席を設置。この年を最後に、山国隊参加取りやめ。
- 1920年（大正9年） ： 雨天懸念のため、順延。23日に執行。
- 1921年（大正10年） ： これまで前列を担当していた新洞・錦林の二区が独立して第七社を、山国隊に代わり朱雀学区が第八社を組織し維新勤王隊となる。
- 1923年（大正12年） ： 関東大震災のため、中止。
- 1928年（昭和3年） ： 昭和天皇御大典のため、延期。11月12日に執行。
- 1932年（昭和7年） ： 第九社（楠公上洛列）、第十社（豊公参朝列）を増設。集合出発場所が京都市役所から京都御苑となり、行在所は富小路門内となる。
- 1933年（昭和8年） ： 昭和天皇行幸のため、延期。25日に執行。
- 1937年（昭和12年） ： 日中戦争（日華事変）勃発のため中止。
- 1944年（昭和19年） ： 太平洋戦争（大東亜戦争）の激化、及び終戦後の混乱等のため、1949年（昭和24年）まで中止。
- 1950年（昭和25年） ： 時代祭復興。この年から婦人列が加わる。
- 1953年（昭和28年） ： 婦人列を新編成。衣裳を整備。
- 1954年（昭和29年） ： この年から、新たに編成された婦人列が追加される。
- 1958年（昭和33年） ： 雨天順延。23日に執行。
- 1962年（昭和37年） ： この年から、御池通を通過するコースに変更。
- 1966年（昭和41年） ： 京都青年会議所奉仕による維新志士列が加わる。
- 1971年（昭和46年） ： この年から、名誉奉行として京都市長、及び京都市会正副議長が参加。
- 1972年（昭和47年） ： 雨天順延。23日に執行。
- 1974年（昭和49年） ： 雨天順延。23日に執行。
- 1981年（昭和56年） ： 雨天順延。23日に1時間繰り下げて執行。
- 1985年（昭和60年） ： この年から、名誉奉行として京都府知事が参加。
- 1987年（昭和62年） ： この年から、名誉奉行として時代祭協賛会会長、及び京都商工会議所会頭が参加。この年から、川端通を通るコースから河原町通を通るコースへ変更。
- 1988年（昭和63年） ： 昭和天皇病床（御重篤）につき中止。
- 1994年（平成6年） ：  平安神宮・時代祭百年記念行列「平安京顕彰列」参加。この年のみ、婦人列に奏楽を加える。
- 1998年（平成10年） ： 京都市・パリ市友好姉妹都市40周年記念時代祭行列。パリにて7月25日巡行・ガリエラ古代美術館で「時代祭衣裳展」を開催
- 2000年（平成12年） ： 江戸時代婦人列奉仕の花街に代わり、京都市地域女性連合会の奉仕始まる。時代祭百年に参加した百済王明信を復活させ、併せて奉仕。この年から、徳川城使上洛列目附頭役が騎馬となる。
- 2001年（平成13年） ： 雨天順延。23日に執行。江戸時代婦人列の和宮の衣裳を変更し、近世女房装束となる。
- 2002年（平成14年） ： 名誉奉行として京都府警本部長が参加。
- 2003年（平成15年） ： 馬奉行役として京都馬主協会が参加。
- 2007年（平成19年） ： この年から、室町時代列が参加。第九社（室町幕府執政列）・深草室町風俗保存会（室町洛中風俗列）奉仕。
- 2011年（平成23年） ： 雨天順延。23日に執行。
- 2017年（平成29年） ： 台風接近のため中止。本来は23日へ順延の予定だったが、台風の影響が残るとして予備日も中止となった。記録が残るものとして、天候悪化を理由に予備日を含めて完全中止されたのは初であった。
- 2019年（令和元年） ： 本来開催日の22日が今上天皇即位の礼実施により、それと日程が重複することを避けるため、同年に限り26日へ変更して実施。
- 2020年（令和2年） ： 新型コロナウイルス(COVID-19)の感染拡大防止等の影響で行列の中止し、神事を縮小。

## その他
- 祇園祭の山鉾巡行の際は、巡行コース中にある京都市電は運休となり、電車の架線も巻き上げられていたが、時代祭りの際は、1997年まではその祭礼コース中にある京都市電、及び京阪電気鉄道京津線は運休とならず、祭礼行列と一緒に走っていた。